# Schöneben (Pass)
Der Schöneben ist eine 1169 m ü. A. hohe Passlandschaft in der Steiermark. Die Landschaft verbindet die Orte Halltal und Frein an der Mürz. Während die Westrampe asphaltiert ist, ist der Passübergang selbst und die Hälfte der Ostrampe nur geschottert. Das Befahren beider Rampen ist nur für den Anrainerverkehr erlaubt, allerdings ist die Benutzung auch für Mountainbiker möglich. Von Schöneben führen mehrere Wanderwege auf den Tonion.